# Michael McManus
Michael McManus, né le 15 avril 1962 à London en Ontario, est un acteur canadien, principalement connu pour son rôle de Kai dans la série télévisée Lexx.

## Biographie
Après des études à l'Université de l'Alberta, Michael McManus se lance dans une carrière d'acteur, tant à la télévision qu'au cinéma.

## Filmographie

### Cinéma
- 1989 : Speaking Parts de Atom Egoyan : Lance
- 1994 : Paint Cans de Paul Donovan : Jeff
- 1998 : Dog Park de Bruce McCulloch : Derrick
- 2011 : Blissestraße de Paul Donovan : Pastor William

### Télévision

#### Séries télévisées
- 1987 : Adderly (en) : ? (saison 2, épisode 5)
- 1989 : The Campbells (en) : Harlow Jennings (saison 2, épisode 15)
- 1990 : Inside Stories : Terry Dempsey
- 1991 : Top Cops (en) : Tommy Vaughan (saison 1, épisode 31)
- 1992 : Le Justicier des ténèbres (Forever Knight) : Pierre Rochefort (saison 1, épisode 3)
- 1996-2002 : Lexx : Kai (65 épisodes)
- 2000 : The Secret Adventures of Jules Verne : Sir Nigel Hartwell (saison 1, épisode 22)
- 2001 : A Taste of Shakespeare : Edmund

#### Téléfilms
- 1988 : The Squamish Five de Paul Donovan : Brent Taylor
- 1988 : The Killing Ground de Brian McKenna : Randell
- 1991 : The Sound and the Silence (en) de John Kent Harrison : Bert Grosvenor
- 1993 : Family Pictures (en) de Philip Saville : Philip O'Casey
- 1998 : Harlequin - Trop belle pour mourir (Hard to Forget) de Vic Sarin : John Gilman
- 1998 : Nothing Sacred de Robert Sherrin : Viktor